# Рид, Джон (политик)
Джон Рид, барон Рид Кардованский (англ. John Reid, Baron Reid of Cardowan; род. 8 мая 1947, Белсхилл, Ланаркшир) — британский политик-лейборист, бывший министр внутренних дел (2006—2007). Ранее занимал различные посты в правительстве, впервые был избран в парламент в 1987 году. Считался приверженцем жёсткой политики в области безопасности и одним из наиболее влиятельных сторонников бывшего премьер-министра Тони Блэра.

## Биография
Рид родился 8 мая 1947 года в семье почтальона и работницы пивоварни. Учился в школе Коатбридж, оставил её в 16 лет и работал страховым клерком. Позднее с отличием окончил Стерлингский университет по специальности «история». Затем получил докторскую степень по истории экономики. Политическую карьеру начинал в Коммунистической партии Великобритании.
С 1979 по 1983 год занимался исследовательской работой в Лейбористской партии. С 1983 по 1985 год был политическим советником лидера партии Нила Киннока. С 1986 по 1987 год руководил шотландским профсоюзным движением в поддержку лейбористов. В 1987 году впервые был избран в парламент. Занимал посты в теневом кабинете лейбористов: представителя по делам детей, теневого министра обороны. В 1994 году был одним из наиболее влиятельных шотландских лейбористов, поддержавших кандидатуру Тони Блэра на партийное лидерство.
В 1997 году, после победы лейбористов на всеобщих выборах, стал младшим министром вооружённых сил, а затем заместителем министра транспорта. В 1999 году после выборов в шотландский парламент был назначен министром по делам Шотландии. На этом посту оказался вовлечён в скандал вокруг лоббистской деятельности своего сына Кевина Рида. Участвовал в противостоянии с первым министром шотландского правительства Дональдом Дьюаром.
В 2001 году занял пост министра по делам Северной Ирландии, став первым католиком на этой должности. Занимался организацией процесса урегулирования северо-ирландского конфликта. Затем некоторое время был министром без портфеля и председателем Лейбористской партии, а потом лидером Палаты общин парламента. Возглавлял министерство здравоохранения. В мае 2005 года получил долгожданный пост министра обороны.
Рида считали фигурой, приближённой к премьер-министру, и наиболее вероятной альтернативой Гордону Брауну, которую могли предложить сторонники Блэра. Однако некоторые наблюдатели полагали, что Рид по своему складу скорее не лидер, а «аппаратчик».
После кадровой перестановки в мае 2006 года сменил Чарльза Кларка (англ. Charles Clarke) на посту министра внутренних дел. Под руководством Рида министерство основные усилия уделяло своим полицейским и пенитенциарным функциям, борьбе с нелегальной миграцией и терроризмом.
В августе 2006 года Рид был председателем чрезвычайного комитета по расследованию заговора террористов, планировавших взрывы пассажирских самолётов.
27 июня 2007 года Гордон Браун сменил Блэра на посту премьер-министра, и Рид был отправлен в отставку.

### Личная жизнь
Первая жена Рида умерла в 1998 году, два года спустя он женился повторно. От первого брака у него два сына.